# Comuna Negotin
Negotin este o comună localizată în partea de vest a Serbiei, în Districtul Bor. AICI TRAIESC FOARTE MULTI ROMANI, numiti de sirbi vlahi. Comuna cuprinde orașul Negotin și 40 de sate.

## Localități componente
- Negotin
- Zlocutea
- Bracievaț
- Brestovaț
- Bucovce
- Velicovo
- Vidrovaț
- Vratna
- Dupliane
- Dușanovaț
- Icubovăț
- Iasenița
- Carbulovo
- Cobișnița
- Covilovo
- Kamenița Mic
- Malainița
- Miloșevo
- Mihailovaț
- Mokranie
- Plavna
- Popovița
- Prahovo
- Raduievaț
- Raiaț
- Recica
- Roglievo
- Samarinovaț
- Sikole
- Slatina
- Smedovaț
- Srbovo
- Tamnici
- Trniane
- Urovița
- Țrnomasnița
- Ciubra
- Șarkamen
- Ștubik